# Sociedad Hispánica Jules Verne
La Sociedad Hispánica Jules Verne (en català societat hispànica Jules Verne) és una associació literària sense ànim de lucre fundada el 2012, dedicada a la investigació i difusió de l'obra de Jules Verne. El seu objectiu és desenvolupar investigacions al voltant de l'autor a tot el món. Amb aquesta finalitat, publica la revista Mundo Verne, organitza conferències i compta amb l'editorial Paganel que, en diferents idiomes, publica estudis sobre Jules Verne.
Els primers intents formals per crear una societat hispana van començar el 2009 quan, per iniciativa del vernià Ariel Pérez Rodríguez, investigadors i lectors espanyols de Verne van expressar el seu desig de crear una associació per difondre la recerca al voltant dels textos escrits per Verne a tot el món hispànic, en particular a Sud-amèrica. El 2012, Ariel Pérez, Pasqual Bernat, Nicolás Moragues i Cristian Tello van fundar l'Associació. L'Associació duu a terme nombroses activitats com el Dia de Llegir Jules Verne organitzat des del 2019 a tot el món el 8 de febrer. Al 2019, la Societat Hispànica Jules Verne va donar la seva col·lecció de publicacions a la Biblioteca Nacional de Catalunya.
Cada quatre anys, la Societat organitza un congrés internacional sobre Jules Verne, una trobada de vernians de tot el món on, durant tres dies, es presenten comunicacions i s'imparteixen conferències sobre temes vernians actuals. El primer d'aquests esdeveniments va tenir lloc a Barcelona, Catalunya, el 2013 i el segon a l'Havana, Cuba, el 2017. El tercer, que s'havia de celebrar el novembre del 2020 a Palma, s'ha ajornat fins al 2021 a causa de la pandèmia de la Covid-19.
La revista oficial de la Societat és Mundo Verne, creada el 2009 per Ariel Pérez Rodríguez. Els deu primers números estan disponibles per a descarregar des d'Internet. A partir del 2012, amb la creació de l'associació, la revista comença a publicar-se en forma impresa i a distribuir-se només als membres de l'entitat. Fins al 2020, la revista ha publicat 33 números. L'Associació també posseeix una editorial, Ediciones Paganel, que publica llibres en diversos idiomes, sobre temes que van des de la bibliografia hispànica dels llibres de Jules Verne fins a textos inèdits de l'autor.